# بحر البقر
قرية بحر البقر هي إحدى القرى التابعة لمركز الحسينية في محافظة الشرقية في جمهورية مصر العربية. حسب إحصاءات سنة 2006، بلغ إجمالي السكان في بحر البقر 5371 نسمة، منهم 2974 رجل و2397 امرأة، وقعت بها مجزرة بحر البقر في أبريل 1970، والتي ارتكبتها الطائرات العسكرية الإسرائيلية وراح ضحيتها 30 طفل مصري.